# Putterbrug
Putterbrug (brug 1014) is een bouwkundig en artistiek kunstwerk in Amsterdam-Zuidoost.

## Putterbrug
De brug in de vorm van een viaduct is gelegen in de Bijlmerdreef, die hier de scheiding vormt tussen het Putterplantsoen in de wijk Vogeltjeswei en het Milovan Djilasplein in de F-Buurt. Toen het viaduct in 1966-1967 werd aangelegd zag de omgeving er totaal anders uit.
Brug 1014 komt uit een periode dat de Bijlmerdreef hier nog in het niets ligt; de dreef gaat richting het oosten eigenlijk nergens heen. Ze heeft een provisorisch kruispunt met de Gooise hulpweg, die is aangelegd voor verkeer dat nog geen gebruik kan maken van de Gooiseweg, het dijklichaam ligt er al wel maar dan de weg nog niet. Ten zuiden van brug 1014 werd gewerkt aan het Aanloopcentrum, ten noorden werd gebouwd aan de flats van de F-buurt.
De brug is ontworpen door Dirk Sterenberg van de Dienst der Publieke Werken. Sterenberg ontwierp een veelvoud aan bruggen voor deze nieuwe wijk en brug 1014 maakt deel uit van een serie bruggen met eenzelfde uiterlijk. Herkenpunten zijn daarbij de afgeronde randplaten, de vorm van de keermuren, de betegeling daarvan en de leuningen. Tot slot is er dan nog de bijzondere vorm van het schakelkastje dat midden onder het viaduct staat en aansluit bij genoemd tegelwerk. De brug is ongeveer zeventien meter lang en zestien meter breed.
De buurt is onderhevig aan grote veranderingen. Rond 1976 verdwijnt het eerder genoemde aanloopcentrum. De flats zijn verhuurd en het noodwinkelcentrum was door de opening van winkelcentrum Fazantenhof niet meer nodig. Vanuit de F-buurt trekt men onder het viaduct een woestenij in, dat midden jaren negentig wordt volgebouwd met de nieuwe wijk Vogeltjeswei met het Putterplantsoen. Daarna verdwijnen ook de honingraatflats aan de noordzijde en wordt het Milovan Djilasplein aangelegd op plaats van het gesloopte gedeelte van Florijn en parkeergarage daarvan.
De brug kreeg in augustus 2018 haar naam; ze werd daarbij vernoemd naar het Putterplantsoen dat op haar beurt vernoemd is naar het zangvogeltje Putter.

### Full color
Tijdens al die vernieuwingen vond het stadsdeel als ook het Amsterdams Fonds voor de Kunst dat het donkergrijze viaduct wel wat kleur kon gebruiken. Aan kunstenaarsduo Madje Vollaers en Pascal Zwart werd gevraagd de omgeving op te fleuren. Het grijze viaduct met bushokjes werden ingekleurd met allerlei kleurvlakken van gegalvaniseerd staal, glas en staalplaat. Het bushokje was al deels ontdaan van kleuren, door weersomstandigheden en door vandalisme. Verder gaat het bushokje vervolgens helemaal verloren als er tussen 2013 en 2019 nieuwe bushokjes worden geïntroduceerd in de stad.

## Brug 1042
Voor ongeveer dezelfde plaats, maar dan voor de onderdoorgang Ganzenhoefpad in de Gooise hulpweg ontwierp Sterenberg een soortgelijk viaduct. Het viaduct had dezelfde uiterlijke kenmerken als brug 1014, maar was smaller van opzet. Die Gooise hulpweg werd omgebouwd tot een deel van het halfklaverbladaansluiting Bijlmerdreef-Gooiseweg en het viaduct bleef daarbij noodzakelijk. Rond 2006 werd de kruising omgebouwd tot een Haarlemmermeeraansluiting en werd het viaduct overbodig; het valt ten prooi aan de slopershamer.

## Afbeeldingen

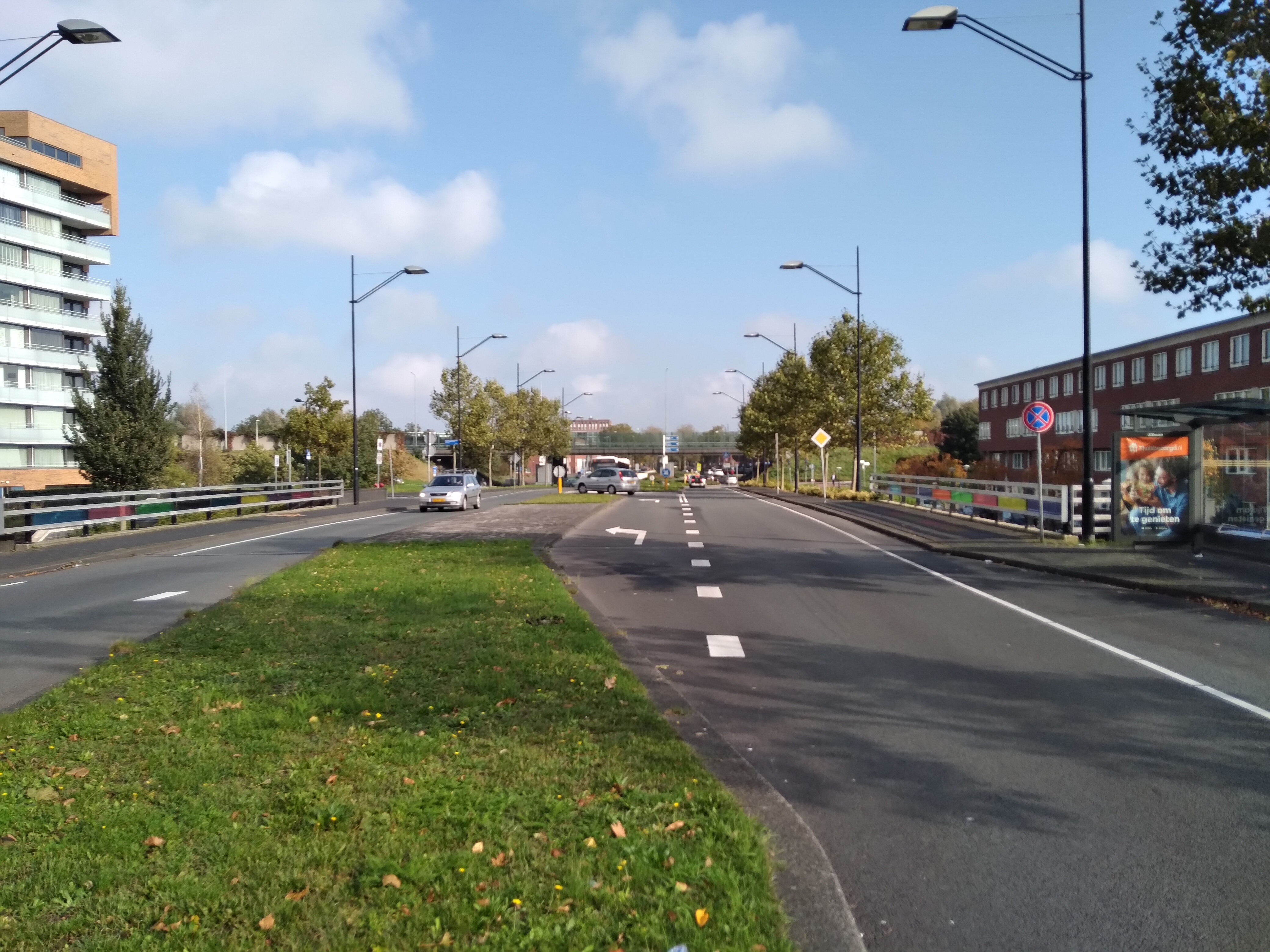
Bovenzijde van de Putterbrug (oktober 2020); bushokje is ongekleurd
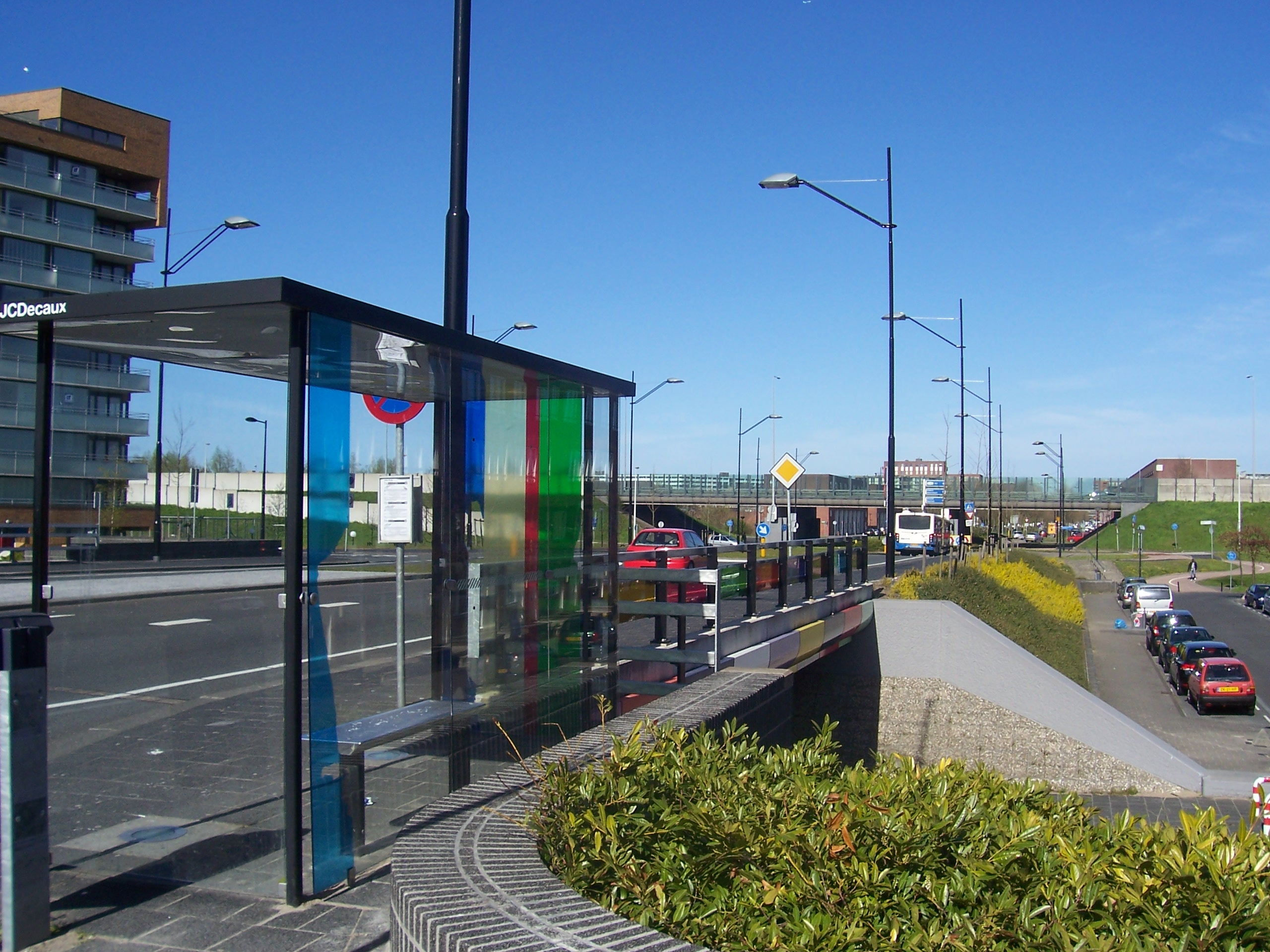
Bushokje nog deels gekleurd in 2013
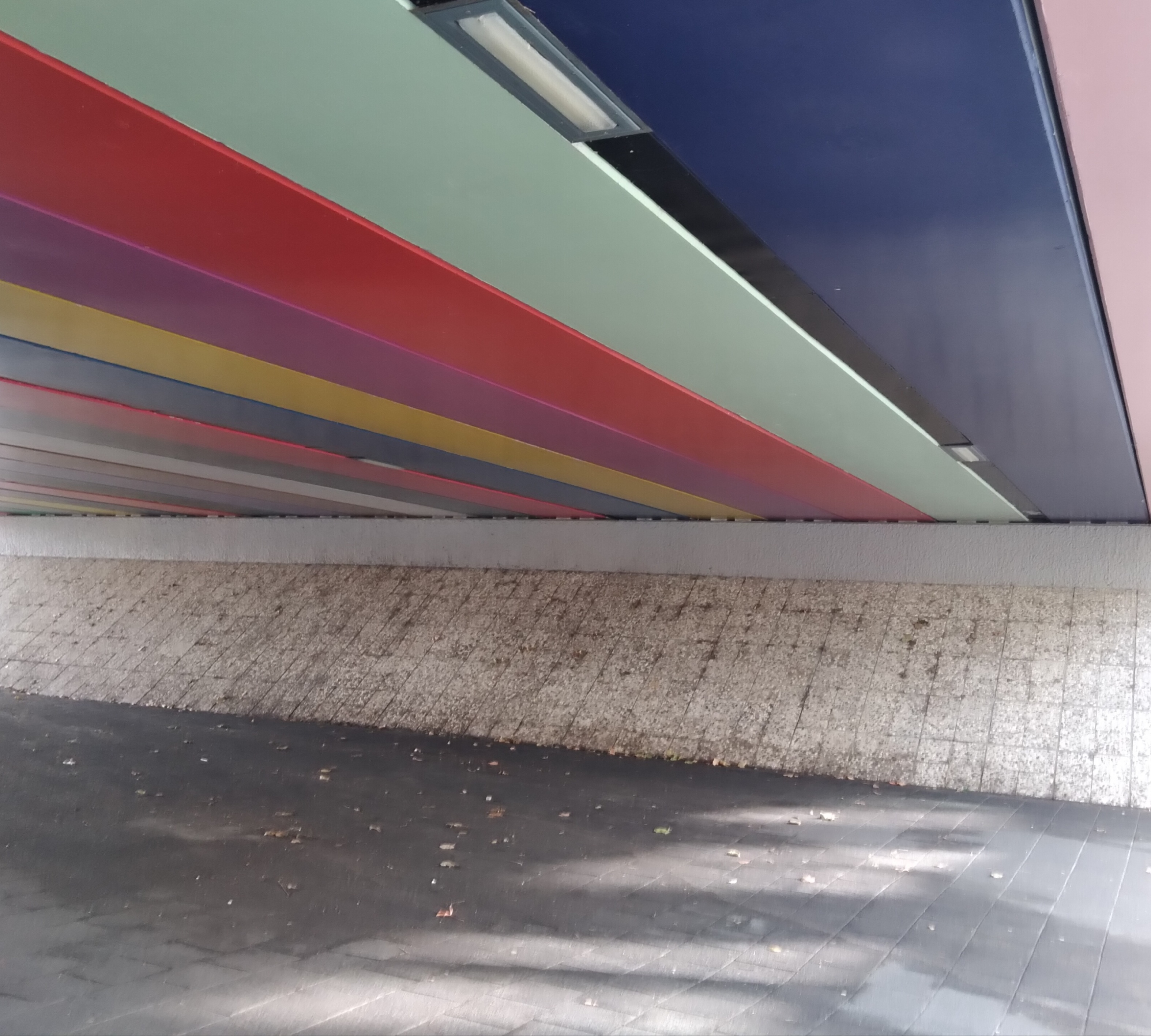
Gekleurde betonnen liggers (oktober 2020)
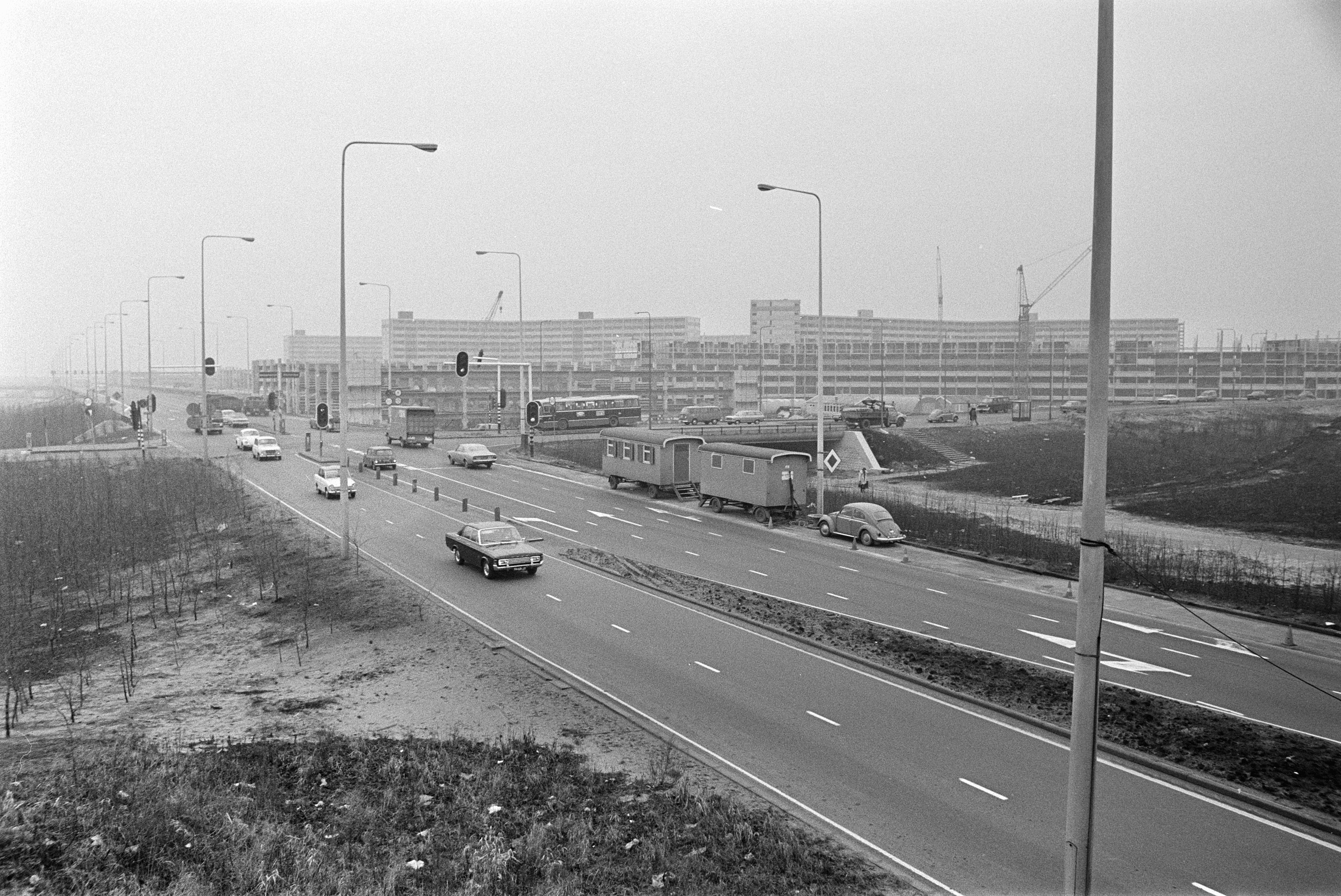
Midden op de foto brug 1042 (1971)

<<< · 1000 · 1001 · 1002 · 1003 · 1004 · 1005 · 1006 · 1007 · 1008 · 1009 · 1010 · 1011 · 1012 · 1013 · 1014 · 1018 · 1028 · 1029 · 1030 · 1032 · 1033 · 1034 · 1035 · 1036 · 1037 · 1038 · 1039 · 1040 · 1041 · 1044 · 1045 · 1046 · 1048 · 1049 · 1050 · 1051 · 1062 · 1063 · 1064 · 1065 · 1066 · 1067 · 1076 · 1077 · 1078 · 1083 · 1090 · 1092 · 1093 · 1094 · 1095 · 1096 · 1097 · 1098 · 1099 · >>>
Brugnummers  1015, 1016, 1017, 1019, 1020, 1021, 1022, 1023, 1024, 1025, 1026, 1027, 1031, 1042, 1043, 1047, 1052/1053 (niet gebouwd), 1054, 1055, 1056, 1057, 1058, 1059, 1060, 1061, 1068, 1069-1075, 1079, 1080, 1081, 1082, 1084-1088, 1089 en 1091 (onbekend) zijn niet meer vergeven. De meesten daarvan zijn gesloopt in verband met sanering Zuidoost. Alle bruggen lagen en liggen in Zuidoost behalve bruggen 1000 en 1002.